# Il grande peccato
Il grande peccato (Sanctuary) è un film del 1961 diretto da Tony Richardson.